# Ruotajärvi
Ruotajärvi är en sjö i kommunen Konnevesi i landskapet Mellersta Finland i Finland. Sjön ligger 96,8 meter över havet. Arean är 50 hektar och strandlinjen är 4,72 kilometer lång. Sjön  ingår i Kymmene älvs huvudavrinningsområde.   Den ligger omkring 48 kilometer nordöst om Jyväskylä och omkring 280 kilometer norr om Helsingfors. 